# Wereldkampioenschappen schaatsen allround 2010
De wereldkampioenschappen schaatsen allround 2010 werden op 19, 20 en 21 maart in het Thialf ijsstadion te Heerenveen gehouden.
Voor de mannen was het de 104e editie en voor de vrouwen de 68e editie. Het was de twaalfde keer dat er een WK Allroundtoernooi in Thialf werd georganiseerd. Vijf keer vond er een mannentoernooi plaats (1976, 1977, 1980, 1987 en 1991), drie keer een vrouwentoernooi (1972, 1974 en 1992) en ook drie keer een gezamenlijk toernooi (1998, 2002 en 2007).
Titelverdedigers waren de Tsjechische Martina Sáblíková bij de vrouwen en de Nederlander Sven Kramer bij de mannen. Beide kampioenen prolongeerden hun wereldtitel. Kramer veroverde als eerste schaatser vier keer op rij de wereldtitel allround. In aantal titels evenaarde hij de prestatie van Ivar Ballangrud en Rintje Ritsma, zij wonnen deze titels echter niet in opvolgende jaren. Alleen Oscar Mathisen en Clas Thunberg hebben ooit meer dan vier WK-titels gewonnen, zij wonnen er elk vijf.
| Programma                          | Programma                                              | Programma                                                 |
| ---------------------------------- | ------------------------------------------------------ | --------------------------------------------------------- |
| vrijdag 19 maart                   | zaterdag 20 maart                                      | zondag 21 maart                                           |
| 500 meter mannen 5000 meter mannen | 500 meter vrouwen 1500 meter mannen 3000 meter vrouwen | 1500 meter vrouwen 10.000 meter mannen 5000 meter vrouwen |

## Mannentoernooi

### Deelname
Op basis van het eindklassement van het wereldkampioenschap schaatsen allround 2009 werden de startposities verdeeld tussen de verschillende werelddelen. Europa verwierf het recht op vijftien startplaatsen (elf rijders bij de eerste 16 plus vier). Noord-Amerika & Oceanië mocht zeven rijders afvaardigen (vijf rijders bij de eerste 16 plus twee) en Azië twee (geen rijders bij de eerste 16 plus twee). Het aantal plaatsen per land op deze editie werd verdiend op het EK van 2010, het CK Azië 2010 en CK Noord-Amerika & Oceanië 2010.
|                         | 4 plaatsen | 3 plaatsen | 2 plaatsen                | 1 plaats                                      |
| ----------------------- | ---------- | ---------- | ------------------------- | --------------------------------------------- |
| Europa                  | Nederland  |            | Italië, Noorwegen, Zweden | Duitsland, Frankrijk, Letland, Polen, Rusland |
| Azië                    |            |            |                           | Japan, Zuid-Korea                             |
| Noord-Amerika & Oceanië | Canada     |            | Verenigde Staten          | Nieuw-Zeeland                                 |

Nadat Zuid-Korea afzag van deelname werd deze startplaats toegewezen aan Australië. Ook Duitsland en Polen kregen een extra startplaats toebedeeld na het afhaken van Frankrijk en Letland.

### Klassement
Sven Kramer stond voor de zesde opeenvolgende keer op het erepodium: in 2005 en 2006 werd hij derde, in 2007, 2008 en 2009 won hij goud. De WK debutant Jonathan Kuck eindigde op plaats twee. De Noor Håvard Bøkko, de enige deelnemer naast Kramer op het WK die eerder op het WK-podium plaatsnam (in 2008 en 2009 eindigde hij op de tweede plaats), werd derde.
De beide Nederlandse WK debutanten Ted-Jan Bloemen en Jan Blokhuijsen eindigden respectievelijk op de vierde en vijfde plaats in het eindklassement. Wouter Olde Heuvel eindigde op de zevende plaats.
| Rang   | Schaatser           | Land             | Punten     | 500m          | 5000m        | 1500m           | 10.000m         |
| ------ | ------------------- | ---------------- | ---------- | ------------- | ------------ | --------------- | --------------- |
| Goud   | Sven Kramer         | Nederland        | 148,921    | 36,45 (6)     | 6.19,63 (1)  | 1.46,83 (4)     | 12.57,97 (1)    |
| Zilver | Jonathan Kuck       | Verenigde Staten | 149,558 pr | 36,31 (3) pr  | 6.23,47 (4)  | 1.45,36 (1) pr  | 13.15,62 (4) pr |
| Brons  | Håvard Bøkko        | Noorwegen        | 150,228    | 36,62 (9)     | 6.21,08 (2)  | 1.47,68 (6)     | 13.12,13 (2)    |
| 4      | Ted-Jan Bloemen     | Nederland        | 150,839 pr | 36,87 (13) pr | 6.23,41 (3)  | 1.47,85 (7)     | 13.13,56 (3)    |
| 5      | Jan Blokhuijsen     | Nederland        | 151,686 pr | 36,62 (9)     | 6.27,68 (7)  | 1.48,00 (10)    | 13.25,97 (6) pr |
| 6      | Trevor Marsicano    | Verenigde Staten | 152,150    | 36,40 (5)     | 6.32,79 (10) | 1.46,70 (3)     | 13.38,11 (9)    |
| 7      | Wouter Olde Heuvel  | Nederland        | 152,471    | 36,95 (15)    | 6.29,45 (8)  | 1.47,89 (8)     | 13.32,27 (8)    |
| 8      | Sverre Haugli       | Noorwegen        | 152,695 pr | 38,10 (19)    | 6.26,03 (6)  | 1.48,22 (12)    | 13.18,39 (5)    |
| 9      | Lucas Makowsky      | Canada           | 153,070 pr | 36,45 (6)     | 6.35,06 (11) | 1.46,15 (2)     | 13.54,63 (10)   |
| 10     | Konrad Niedźwiedzki | Polen            | 154,844    | 35,68 (1)     | 6.48,95 (22) | 1.47,17 (5)     | 14.10,78 (12)   |
| 11     | Matteo Anesi        | Italië           | 155,015 pr | 36,36 (4)     | 6.42,52 (19) | 1.47,95 (9)     | 14.08,40 (11)   |
| 12     | Shane Dobbin        | Nieuw-Zeeland    | 155,055    | 38,41 (22)    | 6.30,64 (9)  | 1.51,20 (20)    | 13.30,30 (7) NR |
| NC13   | Joel Eriksson       | Zweden           | 112,786    | 36,25 (2)     | 6.41,53 (17) | 1.49,15 (14)    |                 |
| NC14   | Mathieu Giroux      | Canada           | 112,813    | 36,65 (11)    | 6.41,33 (16) | 1.48,09 (11)    |                 |
| NC15   | Zbigniew Bródka     | Polen            | 113,111    | 36,61 (8) pr  | 6.42,95 (20) | 1.48,62 (13)    |                 |
| NC16   | Johan Röjler        | Zweden           | 114,034    | 37,30 (16)    | 6.41,14 (15) | 1.49,86 (17)    |                 |
| NC17   | Luca Stefani        | Italië           | 114,092    | 38,28 (21)    | 6.42,19 (18) | 1.49,78 (16)    |                 |
| NC18   | Patrick Beckert     | Duitsland        | 114,688    | 38,13 (20)    | 6.37,05 (14) | 1.50,56 (19) pr |                 |
| NC19   | Justin Warsylewicz  | Canada           | 114,732    | 37,50 (17)    | 6.44,42 (21) | 1.50,37 (18)    |                 |
| NC20   | Ivan Skobrev        | Rusland          | 114,791    | 36,78 (12)    | 6.23,88 (5)  | 1.58,87 (23)    | t.z.t. *        |
| NC21   | Jeff Kitura         | Verenigde Staten | 115,105    | 36,90 (14)    | 6.56,52 (23) | 1.49,66 (15)    |                 |
| NC22   | Hiroki Hirako       | Japan            | 115,604    | 37,88 (18)    | 6.36,94 (13) | 1.54,09 (22)    |                 |
| NC23   | Marco Weber         | Duitsland        | 115,771    | 38,54 (23)    | 6.36,88 (12) | 1.52,63 (21)    |                 |
| NS3    | Joshua Lose         | Australië        | 81,432     | 39,22 (24)    | 7.02,12 (24) | NS              |                 |

* = met val
NC = niet gekwalificeerd
NF = niet gefinisht
NS = niet gestart
DQ = gediskwalificeerd
Vet gezet = kampioenschapsrecord
t.z.t. = trok zich voor de loting van de 10.000m terug, waardoor Anesi zich alsnog voor de 10.000m kwalificeerde.
Op basis van dit eindklassement worden de startposities voor de Wereldkampioenschappen schaatsen allround 2011 verdeeld tussen de verschillende werelddelen. Europa verwierf 15 startplaatsen (11 rijders bij de eerste 16 plus vier). Noord-Amerika & Oceanië mag 7 rijders afvaardigen (5 rijders bij de eerste 16 plus twee) en Azië twee (geen rijders bij de eerste 16 plus twee).

## Vrouwentoernooi

### Deelname
Op basis van het eindklassement van het wereldkampioenschap schaatsen allround 2009 zijn de startposities verdeeld tussen de verschillende werelddelen. Europa verwierf het recht op veertien startplaatsen (tien rijders bij de eerste 16 plus vier). Noord-Amerika (inclusief Oceanië) mocht zes rijders afvaardigen (vier rijders bij de eerste 16 plus twee) en Azië vier (twee rijders bij de eerste 16 plus twee). Het aantal plaatsen per land op deze editie werden verdiend op het EK van 2010, het CK Azië 2010 en CK Noord-Amerika & Oceanië 2010.
|                         | 4 plaatsen | 3 plaatsen | 2 plaatsen                                     | 1 plaats   |
| ----------------------- | ---------- | ---------- | ---------------------------------------------- | ---------- |
| Europa                  | Nederland  |            | Duitsland, Noorwegen, Polen, Rusland, Tsjechië |            |
| Azië                    |            | Japan      |                                                | Zuid-Korea |
| Noord-Amerika & Oceanië | Canada     |            | Verenigde Staten                               |            |

Polen zag af van invulling van de tweede startplaats en deze plaats werd door een Noorse schaatsster ingevuld.
Maki Tabata nam voor de veertiende keer aan het WK allround deel, twee vrouwen, Emese Hunyady en Claudia Pechstein, namen vaker deel, namelijk zeventien keer.

### Klassement
Het podium was een kopie van de editie in 2009. Naast Martina Sáblíková namen de Canadese Kristina Groves en de Nederlandse Ireen Wüst op het erepodium plaats. Groves, die tweede werd, nam voor de vierde keer op het eindpodium plaats: in 2006 en 2008 werd ze derde en in 2009 tweede. Wüst nam voor de vierde keer op rij op het erepodium plaats, in 2007 werd ze wereldkampioene, in 2008 eindigde ze als tweede en in 2009 als derde.
Jorien Voorhuis en Diane Valkenburg eindigden bij hun tweede deelname respectievelijk op de zesde en zevende plaats in het eindklassement, de Nederlandse WK-debutante Elma de Vries eindigde op de achttiende plaats.
| Rang   | Schaatsster              | Land             | Punten     | 500m         | 3000m           | 1500m        | 5000m           |
| ------ | ------------------------ | ---------------- | ---------- | ------------ | --------------- | ------------ | --------------- |
| Goud   | Martina Sáblíková        | Tsjechië         | 161,022 pr | 40,25 (11)   | 4.03,59 (1)     | 1.57,23 (3)  | 6.50,98 (1)     |
| Zilver | Kristina Groves          | Canada           | 161,512    | 39,42 (4)    | 4.05,98 (4)     | 1.56,64 (1)  | 7.02,16 (4)     |
| Brons  | Ireen Wüst               | Nederland        | 162,106    | 39,54 (6)    | 4.05,10 (2)     | 1.56,86 (2)  | 7.07,63 (7)     |
| 4      | Daniela Anschütz-Thoms   | Duitsland        | 162,955    | 40,48 (15)   | 4.06,82 (5)     | 1.58,04 (4)  | 6.59,93 (3)     |
| 5      | Jilleanne Rookard        | Verenigde Staten | 163,946 pr | 40,31 (13)   | 4.07,39 (6)     | 1.59,13 (10) | 7.06,95 (6)     |
| 6      | Jorien Voorhuis          | Nederland        | 164,304    | 40,29 (12)   | 4.08,27 (7)     | 1.58,97 (8)  | 7.09,80 (8)     |
| 7      | Diane Valkenburg         | Nederland        | 164,595 pr | 40,52 (16)   | 4.09,08 (9)     | 1.58,10 (5)  | 7.11,96 (10)    |
| 8      | Jekaterina Sjichova      | Rusland          | 164,837 pr | 38,83 (1)    | 4.14,48 (15)    | 1.58,57 (7)  | 7.20,71 (12) pr |
| 9      | Brittany Schussler       | Canada           | 164,954    | 40,17 (9)    | 4.11,94 (12)    | 1.58,28 (6)  | 7.13,68 (11)    |
| 10     | Maren Haugli             | Noorwegen        | 165,259    | 41,06 (19)   | 4.08,58 (8)     | 2.01,37 (17) | 7.03,13 (5)     |
| 11     | Cindy Klassen            | Canada           | 165,722    | 40,63 (17)   | 4.11,44 (10)    | 2.00,26 (16) | 7.11,03 (9)     |
| 12     | Stephanie Beckert        | Duitsland        | 165,912 pr | 42,71 (24)   | 4.05,62 (3)     | 2.02,21 (19) | 6.55,30 (2)     |
| NC13   | Hege Bøkko               | Noorwegen        | 121,613    | 39,46 (5) pr | 4.14,90 (16) pr | 1.59,01 (9)  |                 |
| NC14   | Jekaterina Lobysjeva     | Rusland          | 121,784    | 39,15 (2)    | 4.16,37 (21)    | 1.59,72 (13) |                 |
| NC15   | Maki Tabata              | Japan            | 122,849    | 40,37 (14)   | 4.15,20 (18)    | 1.59,84 (14) |                 |
| NC16   | Anna Ringsred            | Verenigde Staten | 122,877    | 39,91 (7)    | 4.19,45 (22)    | 1.59,18 (11) |                 |
| NC17   | Karolína Erbanová        | Tsjechië         | 123,000    | 39,31 (3)    | 4.23,16 (24)    | 1.59,49 (12) |                 |
| NC18   | Elma de Vries            | Nederland        | 123,137    | 40,17 (9)    | 4.11,72 (11)    | 2.03,04 (21) |                 |
| NC19   | Katarzyna Bachleda-Curuś | Polen            | 123,402    | 40,10 (8)    | 4.19,60 (23)    | 2.00,11 (15) |                 |
| NC20   | Mari Hemmer              | Noorwegen        | 123,746    | 41,08 (20)   | 4.12,22 (13)    | 2.01,89 (18) |                 |
| NC21   | Shiho Ishizawa           | Japan            | 124,411    | 40,83 (18)   | 4.15,31 (19)    | 2.03,09 (22) |                 |
| NC22   | Masako Hozumi            | Japan            | 124,514    | 41,36 (21)   | 4.14,27 (14)    | 2.02,33 (20) |                 |
| NC23   | Park Do-yeong            | Zuid-Korea       | 125,623    | 41,72 (23)   | 4.14,96 (17)    | 2.04,23 (23) |                 |
| NC24   | Nicole Garrido           | Canada           | 125,701    | 41,65 (22)   | 4.15,51 (20)    | 2.04,40 (24) |                 |

* = met val
NC = niet gekwalificeerd
NF = niet gefinisht
NS = niet gestart
DQ = gediskwalificeerd
Vet gezet = kampioenschapsrecord
Op basis van dit eindklassement worden de startposities voor de Wereldkampioenschappen schaatsen allround 2011 verdeeld tussen de verschillende werelddelen. Europa verwierf 14 startplaatsen (10 rijders bij de eerste 16 plus vier). Noord-Amerika & Oceanië mag 7 rijdsters afvaardigen (5 rijdsters bij de eerste 16 plus twee) en Azië drie (1 rijdster bij de eerste 16 plus twee).